# Раджа Рави Варма
Вижте пояснителната страница за други личности с името Рави.
Раджа Рави Варма (на малаялам: രാജാ രവിവർമ്മ) е индийски художник, автор на множество работи, свързани предимно с Индия, в това число и с индийския епос Махабхарата и Рамаяна.

## Биография
Роден е на 29 април 1848 г. в Калиманур, Британска Индия. Пълното му име е Рави Варма Койл Тампуран и се ражда в двореца на княза в Килиманур, близо до град Тируванантапурам (Тривандрам, днес в щата Керала) в аристократичното семейство на махараджата на тогавашната княжеска държава Траванкор. Рави Варма е син на Ezhumavil Neelakanthan Bhattatiripad и Umayamba Thampurratti. Майка му е поетеса и писателка с определен талант. Баща му е учител по санскрит и аюрверда. Рави Варма има сестра Mangala Bayi и брат Раджа Варма (роден 1860 г.). Той също е художник и до края на живота си работи в тясно сътрудничество с него.
Когато е на 18 години Варма е оженен за 12-годишната Bhageerthi Bayi. Този брак, който е уреден от семействата според индийската традиция, е хармоничен и успешен. Семейството има пет деца: двама сина и три дъщери. По-големият син (роден 1876 г.) не се жени и напуска дома си завинаги през 1912 г. По-малкият син (роден 1879 г.) е повлиян от таланта на баща си и следва в училището по изкуства „JJ School of Arts“ в Мумбай; има седем деца.
Рави Варма отрано проявява способности за рисуване и от 14-годишен се обучава на традиционна индийска живопис в княжеския дворец, а през 1863 г. взема за кратко уроци по европейска живопис от поканения в двора британски портретист Теодор Йенсен.
През 1873 г. участва в международна изложба в Мадрас и негова картина е призната за най-добра. Международното му признание идва, когато през следващата година взема главната награда на изложба във Виена.
Макар че Рави Варма никога не е носил официално титлата раджа, в Европа става известен като Раджа Рави Варма.
Умира на 2 октомври 1906 г.

## Произведения
- Ганеша
- Лакшми
- Муруган
- Сарасвати
- Спускане на богинята Ганга от небето
- Рама
- Даттатрея
- Арджуна и Субхадра
- Видение на Кришна
- Шакунтала
- Североиндийско момиче
- Музиканти
- Жена в съзерцание